# The Night of loveless nights
The Night of loveless nights est un long poème lyrique et déchiré sur la solitude de Robert Desnos écrit en 1926 et 1927 et publié pour la première fois à Anvers en 1930 dans une édition hors commerce. Il est ensuite intégré au recueil Fortunes, qui paraît en 1942. 
Ce poème de 550 vers, le plus long de son auteur, alterne les quatrains classiques, quelques paragraphes en prose et des vers libres. 
Yves Montand en a chanté un extrait en 1967 dans son album Montand « 7 ».

## Place dans l’œuvre poétique de Desnos
Ce texte est le premier d’une série de trois longs poèmes amoureux : à « The night of loveless nights », rédigé, donc, en 1927 succéderont « Sirène-anémone » qui date de 1929 et qui sera intégré à Corps et biens, puis « Siramour » achevé et publié en 1931 et repris dans Fortunes.

## Note
1. ↑  Robert Desnos, Œuvres, Gallimard, collection Quarto, p. 904.
2. ↑  Robert Desnos, Œuvres, Gallimard, Quarto, p. 905.